# 雁南飞
《雁南飞》（俄语：Летят журавли）是一部关于二战的苏联电影。它描绘了战争的残酷和蘇德戰爭结束后给苏联人留下的心灵创伤。苏联格鲁吉亚导演米哈伊尔·卡拉托佐夫1957年执导。该片获1958年戛纳电影节金棕榈奖， 这是苏联电影第二次获此殊荣。

## 情节
少女维罗尼卡与鲍里斯热恋，然而战争在此时爆发，鲍里斯上了前线。在德军的一次空袭时，维罗尼卡的家被夷为平地，她失去了所有亲人。她寄住鲍里斯家中，鲍里斯的一个表弟马尔克也住在那里。
一次空袭中，她投入马尔克怀中，失身给他。无奈维罗尼卡与马尔克结婚了，从此处陷入深深的痛苦和内疚。马尔克与投机商人搅在一起，还把鲍里斯送给她的礼物——绒毛小松鼠送给了情妇。里边有一封鲍里斯临行前给维罗尼卡的信，而维罗尼卡却没有看到。维罗尼卡只好拼命工作，她在医院看护伤员，把每一个伤员都当作自己的亲人。
战争终于结束，战士们从前方归来，然而里面却没有鲍里斯。